# Марио Варљен
Марио Варљен (Фијума, 26. децембар 1905 — Фиренца, 11. август 1978), познат и као Варљен I, био је италијански фудбалер и тренер који је играо као везни играч.

## Клупска каријера
Варљен је већи део своје каријере играо у Јувентусу, освојивши пет шампионата Серије А, а такође је био и капитен екипе.

## Репрезентација
На међународном нивоу, Варљен је такође био део италијанске фудбалске репрезентације која је освојила светски куп 1934.

## Лични живот
Мариов брат, Ђовани Варљен такође је играо фудбал у Италији и са италијанском репрезентацијом; два брата су заједно играли у Јувентусу.